# Tal der Leidenschaften
Tal der Leidenschaften ist ein US-amerikanischer Western aus dem Jahr 1948 von George Marshall mit Van Heflin und Susan Hayward in den Hauptrollen. Der Film wurde von Universal International Pictures produziert und basiert auf dem Roman Tap Roots von James Street.

## Handlung
Big Sam Dabney, Plantagenbesitzer in Lebanon, Mississippi, fordert am Vorabend des Amerikanischen Bürgerkrieges, dass seine Enkelin Morna den Offizier Clay McIvor heiratet. Clay möchte die Hochzeit wegen des unvermeidbaren Kriegsausbruches verschieben. Zudem ist Mornas jüngere Schwester Aven in Clay verliebt. Als Big Sam erfährt, dass seine Heimat Mississippi die Union verlassen wird, bricht er zusammen und stirbt.
Die Zeitung Mississippi Whig bringt einen Bericht über Big Sam Dabney, was Mornas Bruder Bruce gegen den Herausgeber Keith Alexander aufbringt. Toshimingo, der indianische Freund Big Sams, kann ein Duell der beiden verhindern. Alexander reitet zur Plantage um sich zu entschuldigen, gerät aber dabei mit Clay aneinander, der sich den Konföderierten anschließen will.
Nach Clays Abreise kommt Mornas Vater Hoab auf die Idee, das umliegende Tal aufzukaufen und zu einer neutralen Zone zu erklären. Alexander verspricht Unterstützung mit seiner Zeitung. Später wird Morna bei einem Reitunfall verletzt und erleidet eine Lähmung. Alexander nutzt seine Verbindungen und setzt durch, dass Clay beurlaubt wird, damit er nach Lebanon zurückkehren kann. Zwar will Clay seine Beziehung zu Morna nicht aufgeben, beginnt jedoch gleichzeitig ein Verhältnis mit Aven.
Als der Bürgerkrieg ausbricht, wird das Tal von Hoab und seinen Mitstreitern besetzt. Clay wird aufgefordert, das Tal zu verlassen. Mit Aven verlässt Clay Lebanon und lässt Morna mit gebrochenem Herzen zurück. Mornas Arzt Dr. MacIntosh hält Mornas Lähmung für unheilbar. Eine indianische Massage durch Toshimingo ist erfolgreich, die Lähmung geht zurück.
Alexander möchte Morna seine Liebe gestehen, doch Hoab warnt ihn, sie sei immer noch in Clay verliebt. Der wiederum plant mit Hilfe seiner Ortskenntnisse Lebanon vom Nachschub abzuschneiden. Als die Regenzeit beginnt, führt Alexander eine Truppe Freiwilliger nach Süden an, die Nachschubgüter nach Lebanon bringen soll. Bruce und Toshimingo können einen von Clays Männern gefangen nehmen und erfahren so von den Angriffsplänen der Gegner.
Morna reitet ins Camp der Konföderierten, um mit Clay zu sprechen. Toshimingo will sie aufhalten, wird jedoch von einem Südstaatensoldaten erschossen. Morna verführt Clay, der somit den Angriffsbefehl nicht geben kann. Dies gibt Alexander genug Zeit mit seinen Männern zurückzukommen. Am nächsten Morgen klärt Morna Clay auf. Doch Clay wusste mit ihrer Ankunft, dass ein Überraschungsangriff unmöglich sei und ließ dafür seine Artilleriegeschütze vorziehen.
Die Konföderierten beginnen mit dem Angriff, Alexander befiehlt seinen Männern, sich in die umliegenden Sümpfe zurückzuziehen. Er kann mit seinem Gewehr Clay erschießen, dennoch wird Lebanon von den Konföderierten zerstört. Als Morna zurückkehrt, wird sie als Verräterin angesehen. Doch Alexander macht sich für sie stark und lobt ihren tapferen und selbstlosen Einsatz. Zudem macht er öffentlich seine Gefühle zu ihr bekannt. Hoab erkennt, dass seine eigenen Aktionen zur Zerstörung der Plantage geführt haben. Er bricht zusammen und stirbt in den Armen seiner Frau Shellie. Alexander verspricht Morna, dass ihr Familienerbe bestehen bleibt.

## Produktion
Gedreht wurde der Film von Anfang Juni bis Mitte August 1947 in den Great Smoky Mountains und im Great-Smoky-Mountains-Nationalpark sowie in den Universal-Studios in Universal City und den Republic-Studios in Hollywood. Weitere Szenen entstanden in North Carolina in der Gegend von Asheville.
Während der Dreharbeiten reiste Julie London nach Las Vegas, um dort ihren Schauspielerkollegen Jack Webb zu heiraten.

## Stab und Besetzung
Alexander Golitzen war der Filmarchitekt, Russell A. Gausman und Ruby R. Levitt die Szenenbildner. Leslie I. Carey und Glenn E. Anderson waren für den Ton verantwortlich, Bud Westmore für das Make-up.
In kleinen nicht im Abspann erwähnten Nebenrollen traten Harry Cording, Jonathan Hale, Elmo Lincoln, Kay Medford und Hank Worden auf.

## Synchronisation
Die Synchronisation entstand durch die Ultra-Film GmbH. Das Dialogbuch schrieb Ursula Zell, die Dialogregie führte Hans Hinrich.
| Rolle             | Schauspieler     | Deutscher Synchronsprecher |
| ----------------- | ---------------- | -------------------------- |
| Keith Alexander   | Van Heflin       | Curt Ackermann             |
| Morna Dabney      | Susan Hayward    | Eleonore Noelle            |
| Toshimingo        | Boris Karloff    | Hans Hinrich               |
| Clay McIvor       | Whitfield Connor | Wolfgang Preiss            |
| Hoab Dabney       | Ward Bond        | Wolfgang Eichberger        |
| Reverend Kirkland | Arthur Shields   | Wolfgang Büttner           |
| Big Sam Dabney    | Russell Simpson  | Otto Wernicke              |

## Veröffentlichung
Die Premiere des Films fand am 14. Juli 1948 in Philadelphia statt. In der Bundesrepublik Deutschland kam er am 6. April 1951 in die Kinos, in Österreich am 17. August 1951.

## Kritiken
Das Lexikon des internationalen Films schrieb: „Episch angelegte Kleinausgabe des Erfolgsfilms „Vom Winde verweht“, reichlich verworren und mit heroischer Glasur überzogen.“
Ähnlich äußerte sich der TV Guide. Der Film sei „Vom Winde verweht“ mit anderer Besetzung und weniger Erfolg. Susan Haywards Leistung wurde lobend hervorgehoben.